# Iberia (región de Georgia)
Iberia ([kʰartʰli]ⓘ en georgiano: ქართლი transliterado Kartli), a veces llamada Iberia caucásica, Iberia del Este o Iberia asiática para diferenciarla de la Iberia peninsular,  es una región histórica de la zona centro-oriental de Georgia que es atravesada por el río Mtkvari (río Kurá), en cuya ribera se encuentra localizada Tiflis, la capital georgiana.

## Etimología
El término georgiano Kartli deriva del nombre de un legendario jefe pagano, Kartlos, bisnieto del bíblico Jafet, de quien se dice que es el “padre” de los georgianos.
En cuanto al término Iberia, que comparte con la región de Europa occidental llamada así, probablemente deriva de gorğān (گرگان), la designación persa de los georgianos, que evolucionó del parto wurğān (𐭅𐭓𐭊𐭍) y del persa medio wiručān (𐭥𐭫𐭥𐭰𐭠𐭭), que deriva del persa antiguo vrkān (𐎺𐎼𐎣𐎠𐎴) que significa "la tierra de los lobos". Esto también se refleja en el armenio antiguo virk (վիրք), que es una fuente del griego antiguo ibēríā (Ἰβηρία), que entró al latín como Hiberia. La transformación de vrkān en gorğān y la alteración de v en g fue un fenómeno fonético en la formación de palabras de las lenguas protoarias y de los antiguos idiomas iraníes. Todos los exónimos son simplemente variaciones fonéticas de la misma raíz vrk/varka (𐎺𐎼𐎣), que significa lobo.

## Historia
Durante la Antigüedad y la Antigüedad tardía, los griegos y romanos utilizaron el nombre de Iberia para referirse al reino que ocupaba el territorio que coincide aproximadamente con el sur del Cáucaso central. En la mitología historicista, la unificación de todas las tierras georgianas se le atribuye al legendario primer rey de Iberia Parnavaz (c. 326-234 a. C.).
Su capital, Mtsjeta, era un centro neurálgico de las principales rutas comerciales. La importancia estratégica de Iberia radica en su
control sobre los pasos caucásicos. Son importantes los fuertes de Scanda y Sarapanis en la frontera de la Cólquida (más tarde denominada Lázica). Y al sur hubo frecuentes disputas fronterizas con la Albania y Armenia caucásicas.
La palabra georgiana para esta región era Kartli, ahora la provincia mayor y más populosa de Georgia. En la Antigüedad tardía, el oeste de Georgia (al oeste de la cordillera Liji y a lo largo de la costa oriental del mar Negro) se conocía como Lázica, en georgiano: Egrisi. Las dos territorios, Lazica e Iberia, se formaron y desarrollaron de manera más o menos independiente, aunque Kartli (Iberia) desempeñó un rol muy importante en la consolidación étnica y política de los georgianos durante la Edad Media. 
Kartli no tuvo fronteras estrictamente definidas, ya que las mismas variaron a lo largo de la historia. Después de la partición del reino de Georgia en el siglo XV, Kartli se constituyó como un reino independiente, el reino de Kartli, cuya capital fue Tiflis. Los territorios históricos de Kartli se encuentran divididos actualmente entre varias regiones administrativas de Georgia. 
Los georgianos que viven en las tierras históricas de Kartli son denominados kartvelebi o kartleli (sing., ქართლელი) y comprenden uno de los mayores grupos étnicos del pueblo georgiano. Convertidos al cristianismo desde el año 337, actualmente, la mayoría de ellos son cristianos ortodoxos georgianos y hablan un dialecto que es la base del idioma georgiano moderno.